# North American Rockwell OV-10 Bronco
North American Rockwell OV-10 Bronco je dvomotorni turbopropelerski lahki jurišnik in opazovalno letalo. Lahko se tudi uporablja za prevoz lahkega tovora, vojakov ali ranjencev na nosilih. OV-10 ima dobre STOL sposobnosti - lahko operira s kratkih vzletnih stez ali pa avtomobilskih cest.

## Specifikacije

### OV-10A
Podatki iz Mesko
Splošne karakteristike
- Posadka: two
- Dolžina: 41 ft 7 in (12,67 m)
- Razpon kril: 40 ft 0 in (12,19 m)
- Višina: 15 ft 2 in (4,62 m)
- Površina kril: 290,95 ft² (27,03 m²)
- Teža praznega letala: 6893 lb (3127 kg)
- Maks. vzletna teža: 14444 lb (6552 kg)
- Pogon letala: 2 ×  turboprop Garrett T76-G-410/412, 715 KM (533 kW)  vsak

 Zmogljivost 
- Maks. hitrost: 281 mph (452 km/h)
- Doseg: 576 milj (927 km)
- Višina leta: 24000 ft (7315 m)

Oborožitev

- Strelno orožje: 4 × 7,62x51mm M60C strojnice
- Nosilci za orožje: 5 pod trupom in 2 pod krili  in zalogo orožja s kombinacijo:
  - Rakete: 7- ali 19-cevni izstreljevalci raket 2.75" FFAR ali 2- or 4-cevni izstreljevalci raket zuni
  - Izstrelki: AIM-9 Sidewinder raketa zrak-zrak
  - Bombe: Do 500 lb

### OV-10D
Podatki iz Mesko
Splošne karakteristike
- Posadka: two
- Dolžina: 44 ft 0 in (13,41 m)
- Razpon kril: 40 ft 0 in (12,19 m)
- Višina: 15 ft 2 in (4,62 m)
- Površina kril: 290,95 ft² (27,03 m²)
- Teža praznega letala: 6893 lb (3127 kg)
- Naložena teža: 9908 lb (4494 kg)
- Maks. vzletna teža: 14444 lb (6552 kg)
- Pogon letala: 2 ×  turboprop Garrett T76-G-420/421, 1040 KM (775,5 kW)  vsak
- Razpon horizontalnega repa 14 ft, 7 in (4,45 m)

 Zmogljivost 
- Maks. hitrost: 288 mph (463 km/h)
- Doseg: 1382 milj (2224 km)
- Višina leta: 30000 ft (9159 m)

Oborožitev

- Strelno orožje: 1x  20 mm (0.79 in) M197 Gatlingov top (YOV-10D) ali 4x 7,62x51 mm M60C strojnice (OV-10D/D+)
- Nosilci za orožje: 5 pod trupom in 2 pod krili  in zalogo orožja s kombinacijo:
  - Rakete: 7- ali 19-cevni izstreljevalci raket 2.75" FFAR/2.75" WAFARs ali 2- / 4-cevni izstreljevalci raket Zuni
  - Izstrelki: AIM-9 Sidewinder rakete zrak-zrak
  - Bombe: do 500 lb (227 kg)